# Flight Deck (California's Great America)
Flight Deck sont des montagnes russes inversées du parc California's Great America, situé à San José, dans la banlieue de Santa Clara, en Californie, aux États-Unis. Elles étaient plus connues sous le nom de Top Gun entre 1993 et 2007.

## Le circuit
Le circuit fait trois inversions: un looping vertical, un Zero-G roll et un tire-bouchon.

## Statistiques
- Trains : 7 wagons par train. Les passagers sont placés à 4 de front par rangée pour un total de 28 passagers par train.